# Românești (Botoșani)
Românești is een Roemeense gemeente in het district Botoșani.
Românești telt 2138 inwoners.